# SING! (山口喬司のミュージカル)
『SING!』（シング）は、演出家・山口喬司により書かれた、日本の音楽劇。2012年の再演より「超青春合唱コメディ」という創作されたジャンル名を冠している。

## 概要
元々、タレント養成所の卒業公演の演目として書かれたものだった。その初演に関わっていた高崎翔太の所属事務所の協力により、より本格的な演劇作品として製作され、「超青春合唱コメディ『SING!』」として2012年に上演され好評を博した。
2013年には大阪での公演を加えた２度目の再演が行われ、総動員数はのべ10000人を超える。その後も、2020年、2021年と、幾度かリニューアルを加えながら公演を重ねた。
「超青春合唱コメディ『SING!』」となってからは、主演俳優がオープニングで「〇曲目」と公演回数を宣言するのが通例となっている。
合唱部を題材にした本作は、オリジナルの楽曲はもちろん、著名な合唱曲や、有名アーティストの楽曲を合唱曲としてアレンジしたものを使用している
2014年9月には完全新作の2作目の舞台として『スポ魂合唱コメディ『SING!!』-The TAKT of MAGIC-』が上演。
2020年4月に同じく完全新作として3作目『絶対青春合唱コメディ『SING!!!』-空の青と海の青と僕らの学校-』の上演が予定されるも新型コロナウイルス感染拡大に伴う非常事態宣言の発令により上演中止になるが、2021年9月に実現し、2022年1月に再演も行われたり、映画化され2025年に公開された。

## 公演リスト

### SING!
一連のシリーズの初演であり、『超青春合唱コメディ『SING!』』の原型として『SING!』の題名で新宿にて公演されたことまでは判明しているが、公演年は2009年とも2010年とも諸説あり、2025年現在でははっきりと断定はできない。

### 超青春合唱コメディ『SING!』
とある工業高校の合唱部に入部した主人公が、仲間を集め合唱コンクールに挑む。
超青春合唱コメディ『SING!』（1曲目～7曲目）
2012年9月20日 - 23日、シアターグリーンBIG TREE THEATER
超青春合唱コメディ『SING!』（8曲目～19曲目）
東京公演 - 2013年6月5日 - 9日、東京芸術劇場シアターウエスト
大阪公演 - 2013年6月14日 - 16日、世界館
超青春合唱コメディ『SING!』-2020-（20曲目～24曲目）
2020年8月27日 - 30日、ヒューリックホール東京
超青春合唱コメディ『SING!』（25曲目～28曲目）
2021年11月19日 - 21日、AiiA 2.5 Theater Kobe

### 超スポ魂合唱コメディ『SING!!』-The TAKT of MAGIC-
廃部になった合唱部と廃部になったボクシング部が、人気アカペラ部と合唱で激突する。
超スポ魂合唱コメディ『SING!!』-The TAKT of MAGIC-
東京公演 - 2014年9月11日 - 15日、シアターグリーンBIG TREE THEATER
大阪公演 - 2014年9月27日 - 28日、HEP HALL

### 絶対青春合唱コメディ『SING!!!』-空の青と海の青と僕らの学校-
主人公が離島に移住した先で、唯一の高校が本土の高校と統廃合される前に全校生徒で合唱する事を提案する。
絶対青春合唱コメディ『SING!!!』-空の青と海の青と僕らの学校-（1曲目～7曲目）
2021年9月29日 - 10月3日、新国立劇場小劇場
絶対青春合唱コメディ『SING!!!』-空の青と海の青と僕らの学校-（8曲目～9曲目）
2022年1月14日 - 15日、ソレイユホール

## 主な出演者
再演時に役名が変更になっているものは、最も新しい役名で記載する。

### 超青春合唱コメディ『SING!』

#### 雲岱（）工業高校合唱部
碗岱（わんだい）工業高校合唱部(※2021年版)
| 役名             | 1曲目～7曲目 | 8曲目〜19曲目 | 20曲目〜24曲目 | 25曲目～28曲目 |
| ---------------- | ------------ | ------------- | -------------- | -------------- |
| 乙貝高志         | 高崎翔太     | 関義哉        | 男澤直樹       | 古家蘭(RAN)    |
| 芦野浦潔         | 長谷川太郎   | 長谷川太郎    | 中村龍介       | 菊池颯人       |
| 須藤護           | 北代高士     | 林野健志      | 永田彬         | 林野健志       |
| 須藤晴樹         | 西澤翔       | 鳥越裕貴      | 副島和樹       | 副島和樹       |
| 大久保俊介       | 椎名鯛造     | 加藤真央      | 宮澤佑         | 安藤優         |
| 村雨タクミ       | 三上俊       | 三上俊        | 江副貴紀       | 江副貴紀       |
| 鬼頭司           | 齋藤伸明     | 樋口夢祈      | 高田誠         | ー             |
| 狭間森夫         | 須貝英       | 生徒会長金子  | 小澤慎一朗     | ー             |
| 柏木杏           | 松浦温生     | 松浦温生      | 藤希宙         | 藤希宙         |
| 甄紹袁           | 草苅奨悟     | 西山丈也      | 成田圭吾       | ー             |
| ケン・バンスキー | ー           | ー            | ー             | テコエ勇聖     |

#### 聖アデリア女学館合唱部
| 役名       | 1曲目～7曲目 | 8曲目～19曲目 | 20曲目～24曲目 | 25曲目～28曲目 |
| ---------- | ------------ | ------------- | -------------- | -------------- |
| 朝倉奈美   | 山川ひろみ   | 山川ひろみ    | 山川ひろみ     | 山川ひろみ     |
| 椿原華憐   | 近藤真帆     | 芳賀優里亜    | 小林れい       | 西野亜弥       |
| 狭間瑛梨佳 | 宮内かれん   | 栞菜          | 橋本愛奈       | ー             |

#### その他の主要人物
| 役名       | 1曲目〜7曲目 | 8曲目〜19曲目                       | 20曲目〜24曲目 | 25曲目～28曲目 |
| ---------- | ------------ | ----------------------------------- | -------------- | -------------- |
| 山羽輪     | 吉田智美     | 秋山莉奈                            | 片山陽加       | 富田千尋       |
| 狭間行子   | 富田千尋     | 富田千尋                            | 富田千尋       | ー             |
| 丸山さおり | 坂田しおり   | 為近あんな                          | ー             | ー             |
| 須藤芽衣   | 下江梨菜     | 石塚汐花（東京） / 岩崎真夕（大阪） | 渡瀬あおな     | 山城沙羅       |
| 一鎌瀬駆   | 山口喬司     | 山口喬司                            | 関義哉         | ー             |

### 超スポ魂合唱コメディ『SING!!』-The TAKT of MAGIC-

#### 宇多鍬高校合唱部
福山聖二、山川ひろみ、浅田駿、青山ひかる、和知つかさ　他

#### 宇多鍬高校ボクシング部
林野健志、永田彬、横田龍儀、玉川来夢、ジャン、宇野康洋

#### 宇多鍬高校アカペラ部
伊藤陽佑、南翔太、篠原ゆり、橋本稜、谷麻紗美、西澤翔

#### その他の主要人物
浜田翔子、長谷川太郎、富田千尋　他

### 絶対青春合唱コメディ『SING!!!』-空の青と海の青と僕らの学校-

#### 折後島（おりごしま）
| 役名       | 1曲目～7曲目 | 8曲目〜9曲目 |
| ---------- | ------------ | ------------ |
| 飯田悉平   | 古家蘭(RAN)  | 古家蘭(RAN)  |
| 波島沫乃   | 山川ひろみ   | 山川ひろみ   |
| 加戸海勘太 | 安藤優       | 安藤優       |
| 高野紘一   | 江副貴紀     | 江副貴紀     |
| 佐々木航   | 品川翔       | 松本旭平     |
| 須藤雷音丸 | 副島和樹     | 副島和樹     |
| 相友裕     | 藤希宙       | 藤希宙       |
| 水野精     | 村松健太     | REIKO        |
| 須藤護     | 林野健志     | 林野健志     |
| 千本桜尊   | 稲葉光       | 稲葉光       |
| 教頭       | ー           | 石塚碧       |
| 飯田真帆   | ー           | 富田千尋     |
| 加戸海フネ | ー           | 舩原孝路     |
| 応井校長   | ー           | 瀧下涼       |
| 南先生     | ー           | 加藤瑠菜     |

## 楽曲リスト
超青春合唱コメディ『SING!』（1曲目～7曲目）
- 歌えバンバン
- 入りたいのに入れない(作詞：山口喬司／作曲：長山雄作)
- さみしくなっちゃった(作詞：山口喬司／作曲：長山雄作)
- 野ばら
- Gee
- ダイヤモンド
- BadRomance
- はじめてのチュウ
- Believe
- Rollin' Days
- YELL
- supernova
- さくら(独唱)

超青春合唱コメディ『SING!』（8曲目～19曲目）
- 歌えバンバン
- 入りたいのに入れない
- 野ばら
- つけまつける/にんじゃりばんばん
- 全力少年
- Head,Shoulders,Knees And Toes
- はじめてのチュウ
- Believe
- Rollin' Days
- 小さな恋のうた
- YELL
- supernova
- 春風(作詞・作曲：望月俊)
- 証(カーテンコール、劇中SE)

超スポ魂合唱コメディ『SING!!』-The TAKT of MAGIC-
- CAN YOU CELEBRATE?
- ホ!ホ!ホ!
- LOVE LOVE LOVE
- 顧問を探そう(作詞：山口喬司／作曲：長山雄作)
- Good Time
- チャンピオン
- 怪獣のバラード
- wimp ft. Lil' Fang(from FAKY)
- Always With You(作詞・作曲：山口喬司／編曲：久保田千陽)

超青春合唱コメディ『SING!』-2020-（20曲目～24曲目）
- 歌えバンバン
- 入りたいのに入れない
- 野ばら
- UFO
- 夜に駆ける
- BadRomance
- Wherever you are
- Believe
- Rollin' Days
- secret base ～君がくれたもの～
- YELL
- echo(作詞：コツキミヤ／作曲：流歌)
- さくら(独唱)

## 映画
『アオショー!』は「絶対青春合唱コメディ『SING!!!』〜空の青と海の青と僕らの学校〜」の映画化作品。2025年秋に公開予定。

### キャスト
- 飯田悉平 - RAN（MAZZEL）
- 波島沫乃 - 山川ひろみ
- 貴宝院理津 - 小山慶一郎（NEWS）
- 根岸新 - 飯島寛騎
- 伊刈雷音丸 - 小泉光咲（原因は自分にある。）
- 七五三野巧 - 佐野史郎
- 飯田真帆 - 田畑智子
- 浜咲銀太 - 三浦獠太
- 沢潟育 - 福崎那由他
- 樽元大介 - 大川泰雅
- 陣ノ内収 - 堤下敦（インパルス）
- 伊狩辰臣 徳重聡
- 波島豪 - 渡辺いっけい
- 波島岬 - 川上麻衣子